# Braess-paradox
De Braess-paradox uit 1968, genoemd naar de wiskundige Dietrich Braess, stelt dat het toevoegen van extra capaciteit aan een netwerk waarin de bewegende entiteiten individueel hun route kiezen in sommige gevallen kan leiden tot een afname van de algehele prestatie van het netwerk. Dit omdat het Nash-evenwicht van het systeem niet noodzakelijk optimaal hoeft te zijn.

## Voorbeeld
Het voorbeeld is afkomstig uit de oorspronkelijke publicatie van Braess.

### Uitgangssituatie

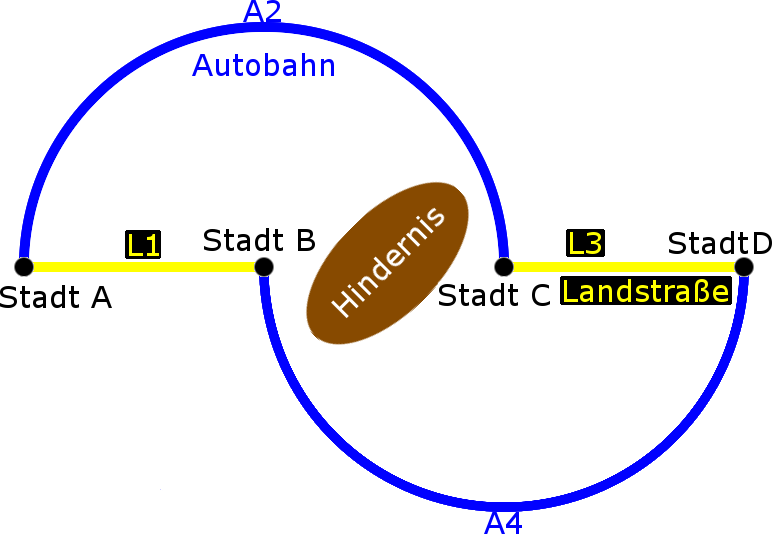
Schets van de uitgangssituatie

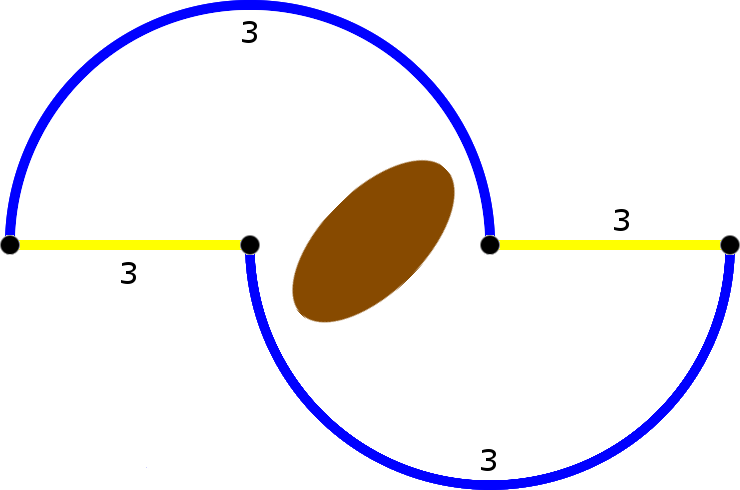
Verkeersintensiteit, uitgedrukt in 1000 vtg/uur

De vier steden A, B, C en D worden door 4 wegen verbonden. Tussen A en C en tussen B en D ligt een snelweg. Tussen B en C bevindt zich een hindernis, een berg.
Bij een verkeersintensiteit {\displaystyle x} (in duizend  voertuigen per uur) bedraagt de reistijd per bestuurder:
{\displaystyle t_{AC}(x)=t_{BD}(x)=50+x\;} minuten
De steden A en B, maar ook C en D worden tevens door een lokale weg verbonden. Vanwege de vormgeving is de reistijd op deze wegen sterker afhankelijk van de verkeersintensiteit:
{\displaystyle t_{AB}(x)=t_{CD}(x)=0+10x\;} minuten
Uitgangspunt is dat alle bestuurders van A naar D willen reizen en de snelste route kiezen. Er treedt dan een Nash-evenwicht op als de helft van de bestuurders de route via B gebruikt en de andere helft via C rijdt. Bij een verkeersvraag van 6000 vtg/h worden beide routes door 3000 vtg/h gebruikt en hebben alle bestuurders een reistijd van 83 minuten.

### Extra weg

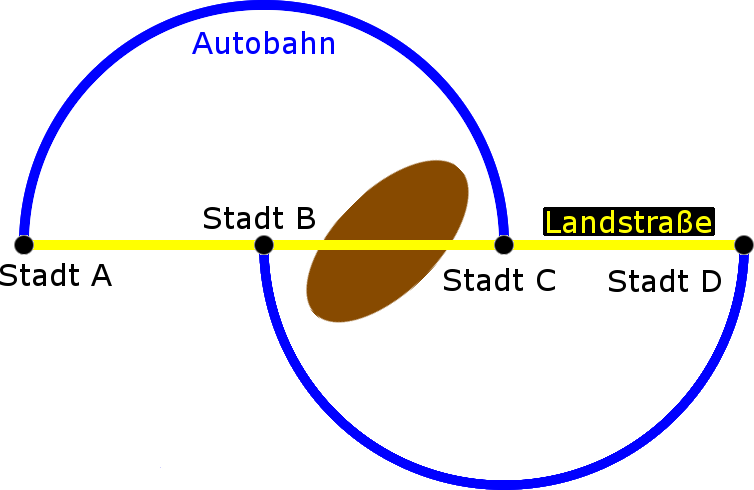
Situatie met toegevoegde weg

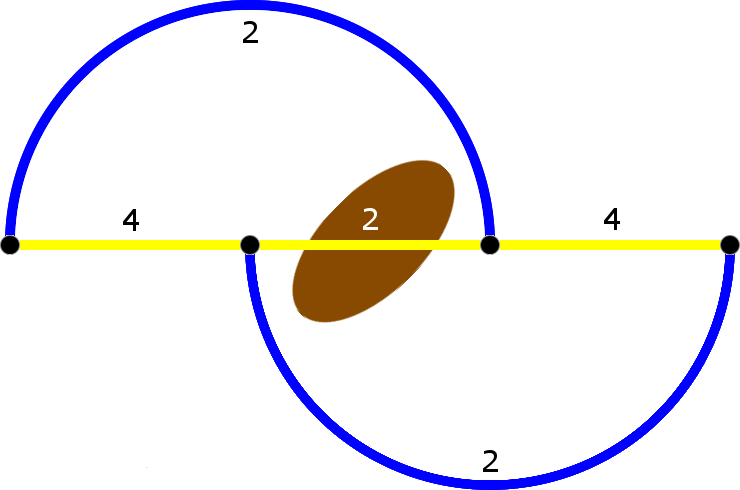
Evenwichtssituatie met de nieuwe weg

De politiek besluit een nieuwe weg aan te leggen (een tunnel door een berg) die tussen de steden B en C komt te liggen. In dit voorbeeld is het een eenrichtingsweg van B naar C.
De reistijd op dit korte wegvak is als volgt gegeven
{\displaystyle t_{BC}(x)=(10+x)} minuten
Het evenwicht in deze situatie treedt op bij
- 2.000 bestuurders op route ABD
- 2.000 bestuurders op route ACD
- 2.000 bestuurders op route ABCD

Op de lokale wegen bevindt zich een stroom van 4.000 voertuigen per uur, op de snelwegen en de nieuw aangelegde weg 2.000 voertuigen per uur.
De reistijd is in dit geval voor elke bestuurder 92 minuten en daarmee 9 minuten langer dan bij de situatie zonder de aangelegde weg.
Indien er tussen alle bestuurders wordt afgesproken om de nieuwe weg niet te gaan gebruiken, en de routes te gebruiken van voor de aanleg, dan zal de individuele reisduur weer 83 minuten bedragen. Echter zal de verleiding groot zijn voor verkeersdeelnemers om de afspraak niet na te komen, maar als enige de route te kiezen, want dan bedraagt de reistijd slechts 70 minuten.